# Nati nel 1902/Febbraio
| Questa pagina contiene informazioni ricavate automaticamente dalle voci biografiche con l'ausilio del template Bio e di un bot. L'aggiornamento è periodico e automatico e ricostruisce completamente la pagina. Se manca una persona in questa lista, sei pregato di non aggiungerla, ma accertati piuttosto che la sua voce biografica contenga il template Bio e che i dati anagrafici siano correttamente compilati. Se il template Bio manca, inseriscilo tu stesso o, in alternativa, metti l'avviso {{tmp\|Bio}} che ne segnala la mancanza. Se i dati riportati sono sbagliati, correggi direttamente la voce biografica; le modifiche saranno visibili in questa lista entro pochi giorni. Per chiarimenti vedi il progetto biografie. La lista contiene solo le 153 persone che sono citate nell'enciclopedia e per le quali è stato implementato correttamente il template Bio. Pagina aggiornata al 10 ago 2025. |

- 1º febbraio - Giulio Andrea Belloni, giurista e politico italiano († 1957)
- 1º febbraio - Therese Brandl, militare tedesca († 1948)
- 1º febbraio - Anil Kumar Das, astronomo indiano († 1961)
- 1º febbraio - Cesare Fantoni, attore e doppiatore italiano († 1963)
- 1º febbraio - Heinosuke Gosho, regista giapponese († 1981)
- 2 febbraio - Thomas Müller, militare tedesco († 1945)
- 2 febbraio - Marcello Neri, ciclista su strada italiano († 1993)
- 2 febbraio - Ada Maria Pellacani, scrittrice, giornalista e poetessa italiana († 2004)
- 2 febbraio - Erwin Rösener, generale e criminale di guerra tedesco († 1946)
- 2 febbraio - Josep Samitier, calciatore e allenatore di calcio spagnolo († 1972)
- 2 febbraio - Illés Spitz, allenatore di calcio e calciatore ungherese († 1961)
- 2 febbraio - Renato Tozzi Condivi, politico e avvocato italiano († 1977)
- 4 febbraio - Manuel Álvarez Bravo, fotografo messicano († 2002)
- 4 febbraio - Carlo Ansermino, calciatore italiano
- 4 febbraio - Charles Lindbergh, aviatore statunitense († 1974)
- 4 febbraio - Carlo Nasalli Rocca di Corneliano, generale italiano († 1994)
- 4 febbraio - Hartley Shawcross, magistrato e nobile britannico († 2003)
- 4 febbraio - Jean van Silfhout, nuotatore, canottiere e pallanuotista olandese († 1956)
- 4 febbraio - Isidoro Sota, calciatore messicano († 1976)
- 5 febbraio - Antonio di Gesù e Maria, presbitero spagnolo († 1936)
- 5 febbraio - Hilde Benjamin, giurista tedesca († 1989)
- 5 febbraio - Kaoru Iwamoto, goista giapponese († 1999)
- 5 febbraio - Claus Juell, velista norvegese († 1979)
- 5 febbraio - Bronislau Kaper, compositore polacco († 1983)
- 5 febbraio - Carlos Spadaro, calciatore argentino († 1985)
- 6 febbraio - George Brunies, musicista e trombonista statunitense († 1974)
- 6 febbraio - Karl Freiberger, sollevatore austriaco († 1977)
- 7 febbraio - Marco Angeli, medico e politico italiano († 1985)
- 7 febbraio - Vladimír Ankrt, pallanuotista cecoslovacco († 1940)
- 7 febbraio - Giovanni Onorato, attore italiano († 1960)
- 7 febbraio - Bruno Streckenbach, generale tedesco († 1977)
- 8 febbraio - Aroldo Bellini, scultore italiano († 1984)
- 8 febbraio - Gori Castellani, aviatore e militare italiano († 1974)
- 8 febbraio - Demchugdongrub, generale mongolo († 1966)
- 8 febbraio - Jan Elfring, calciatore olandese († 1977)
- 8 febbraio - Lucie Englisch, attrice austriaca († 1965)
- 8 febbraio - Bessie Jones, cantante statunitense († 1984)
- 8 febbraio - Hans Nägle, bobbista tedesco
- 8 febbraio - Girolamo Quaglia, lottatore italiano († 1985)
- 8 febbraio - Lyle Talbot, attore statunitense († 1996)
- 8 febbraio - Auguste Verdyck, ciclista su strada belga († 1988)
- 9 febbraio - Blanche Calloway, cantante statunitense († 1978)
- 9 febbraio - Giovanni Frangipane, alpinista, velocista e calciatore italiano († 1967)
- 9 febbraio - Luigi Galli, antiquario italiano († 1986)
- 9 febbraio - Fred Harman, fumettista e animatore statunitense († 1982)
- 9 febbraio - Ivan Il'ič Leonidov, architetto, urbanista e pittore russo († 1959)
- 9 febbraio - Léon M'ba, politico gabonese († 1967)
- 9 febbraio - Gabriel Péri, politico francese († 1941)
- 9 febbraio - Gertrud Scholtz-Klink, politica tedesca († 1999)
- 10 febbraio - Paolo Amadesi, calciatore italiano († 1978)
- 10 febbraio - Walter Houser Brattain, fisico statunitense († 1987)
- 10 febbraio - Mario Lanfranchi, politico italiano († 1959)
- 10 febbraio - Pēteris Lauks, calciatore lettone († 1984)
- 10 febbraio - Mario Paggi, giornalista e politico italiano († 1964)
- 10 febbraio - Josef Pleticha, calciatore cecoslovacco († 1951)
- 10 febbraio - Enrico Squaglia, militare e aviatore italiano († 1933)
- 11 febbraio - Jan Hartong, compositore di scacchi olandese († 1987)
- 11 febbraio - Arne Jacobsen, architetto e designer danese († 1971)
- 11 febbraio - Ljubov' Petrovna Orlova, attrice, cantante e musicista sovietica († 1975)
- 11 febbraio - Ignaz Sigl, calciatore austriaco († 1986)
- 11 febbraio - Fernando Tassi, calciatore italiano († 1947)
- 12 febbraio - William Collier, attore, produttore cinematografico e produttore televisivo statunitense († 1987)
- 12 febbraio - Pinot Gallizio, farmacista e pittore italiano († 1964)
- 12 febbraio - Anny Konetzni, soprano austriaco († 1968)
- 12 febbraio - Mario Mafai, pittore italiano († 1965)
- 13 febbraio - Piero Gadda Conti, scrittore, critico cinematografico e traduttore italiano († 1999)
- 13 febbraio - Harold Lasswell, politologo statunitense († 1978)
- 14 febbraio - Ray Corrigan, attore statunitense († 1976)
- 14 febbraio - Sofia di Lussemburgo, principessa lussemburghese († 1941)
- 14 febbraio - Thelma Ritter, attrice statunitense († 1969)
- 14 febbraio - Fred Scott, attore statunitense († 1991)
- 14 febbraio - Giulio Turchi, politico italiano († 1974)
- 16 febbraio - Cayetano Córdova Iturburu, scrittore, poeta e giornalista argentino († 1977)
- 16 febbraio - George Decker, generale statunitense († 1980)
- 16 febbraio - Carlo Diano, filosofo, grecista e filologo classico italiano († 1974)
- 16 febbraio - Bernard Lenoble, calciatore francese († 1997)
- 16 febbraio - Delia Murphy, cantante irlandese († 1971)
- 16 febbraio - Luciana Peverelli, giornalista, scrittrice e sceneggiatrice italiana († 1986)
- 16 febbraio - Magdalena Radulescu, pittrice rumena († 1983)
- 16 febbraio - Karl Saur, ingegnere e politico tedesco († 1966)
- 16 febbraio - Zhang Yuzhe, astronomo cinese († 1986)
- 17 febbraio - Lojze Bratuž, compositore sloveno († 1937)
- 17 febbraio - Luigi Migliavacca, pittore e decoratore italiano († 1983)
- 17 febbraio - Charles Oser, politico svizzero († 1994)
- 17 febbraio - Aleksej Grigor'evič Rodin, generale sovietico († 1955)
- 18 febbraio - Giacomo Carlo Bascapè, storico, paleografo e archivista italiano († 1993)
- 18 febbraio - Meindert Niemeijer, compositore di scacchi e mecenate olandese († 1987)
- 18 febbraio - Garry Owen, attore statunitense († 1951)
- 18 febbraio - Frank Vaughn, calciatore statunitense († 1959)
- 19 febbraio - Kay Boyle, scrittrice statunitense († 1992)
- 19 febbraio - Erling Lunde, calciatore norvegese († 1982)
- 19 febbraio - Francis Otto Matthiessen, critico letterario statunitense († 1950)
- 19 febbraio - Humfry Payne, archeologo britannico († 1936)
- 20 febbraio - Ansel Adams, fotografo statunitense († 1984)
- 20 febbraio - Bertus Freese, calciatore olandese († 1959)
- 20 febbraio - Herbert Grundmann, storico tedesco († 1970)
- 20 febbraio - Wilhelm Guddorf, giornalista e antifascista belga († 1943)
- 20 febbraio - Armando Riccardi, avvocato e politico italiano († 1981)
- 20 febbraio - Pé Verhaegen, ciclista su strada e ciclocrossista belga († 1958)
- 20 febbraio - Katharine Way, fisica statunitense († 1995)
- 21 febbraio - Margherita Bagni, attrice italiana († 1960)
- 21 febbraio - Eldo Di Lazzaro, cantante e compositore italiano († 1968)
- 22 febbraio - Ernesto Greppi, calciatore italiano († 1985)
- 22 febbraio - David Marcus, militare statunitense († 1948)
- 22 febbraio - César de Matos, calciatore portoghese
- 22 febbraio - Alfred Georges Regner, pittore e incisore francese († 1987)
- 22 febbraio - Fritz Strassmann, chimico tedesco († 1980)
- 22 febbraio - Herma Szabo, pattinatrice artistica su ghiaccio austriaca († 1986)
- 23 febbraio - Jacopo Calò Carducci, aviatore e militare italiano († 1939)
- 23 febbraio - Pedro Cantero Cuadrado, arcivescovo cattolico spagnolo († 1978)
- 23 febbraio - Jacques Dhur, calciatore francese († 1983)
- 23 febbraio - André-Jacques Fougerat, vescovo cattolico francese († 1983)
- 23 febbraio - André Tassin, calciatore francese († 1987)
- 23 febbraio - Allan Gray, compositore polacco († 1973)
- 24 febbraio - Gladys Aylward, missionaria inglese († 1970)
- 24 febbraio - Giuseppe Capra, calciatore italiano († 1979)
- 24 febbraio - Antonino Francaviglia, medico italiano († 1982)
- 24 febbraio - Ezio Moioli, pittore italiano († 1981)
- 24 febbraio - Marcel Rochas, stilista e profumiere francese († 1955)
- 24 febbraio - Virginio Rosetta, calciatore e allenatore di calcio italiano († 1975)
- 24 febbraio - Carlos Vidal, calciatore cileno († 1982)
- 24 febbraio - Herbert Warnke, politico tedesco († 1975)
- 25 febbraio - Max Arnow, direttore del casting statunitense († 1984)
- 25 febbraio - Tania Balachova, attrice francese († 1973)
- 25 febbraio - Vincenzo Carano, calciatore italiano
- 25 febbraio - King Clancy, hockeista su ghiaccio e allenatore di hockey su ghiaccio canadese († 1986)
- 25 febbraio - Oscar Cullmann, teologo francese († 1999)
- 25 febbraio - Egons Feldbergs, calciatore lettone († 1979)
- 25 febbraio - Max Kommerell, storico, scrittore e insegnante tedesco († 1944)
- 25 febbraio - Francesco Malagni, dirigente sportivo e calciatore italiano († 1958)
- 26 febbraio - Andjar Asmara, regista, sceneggiatore e drammaturgo indonesiano († 1961)
- 26 febbraio - Ettore De Mura, paroliere e saggista italiano († 1977)
- 26 febbraio - Giuseppe Facoetti, calciatore italiano
- 26 febbraio - Sante Ferrato, ciclista su strada italiano († 1977)
- 26 febbraio - Rudolf Moralt, direttore d'orchestra tedesco († 1958)
- 26 febbraio - Massimo Olivetti, imprenditore italiano († 1949)
- 26 febbraio - Fred Sheffield, canottiere statunitense († 1971)
- 26 febbraio - Nikolaj Starostin, allenatore di calcio, calciatore e hockeista su ghiaccio sovietico († 1996)
- 26 febbraio - Vercors, scrittore e illustratore francese († 1991)
- 27 febbraio - Ethelda Bleibtrey, nuotatrice statunitense († 1978)
- 27 febbraio - Lúcio Costa, architetto brasiliano († 1998)
- 27 febbraio - Marie Eline, attrice statunitense († 1981)
- 27 febbraio - Enrico Forneris, calciatore italiano († 1982)
- 27 febbraio - Ľudovít Fulla, pittore, illustratore e scenografo slovacco († 1980)
- 27 febbraio - Anker Hansen, calciatore norvegese († 1981)
- 27 febbraio - Giulio Parise, esoterista italiano († 1969)
- 27 febbraio - Gene Sarazen, golfista statunitense († 1999)
- 27 febbraio - John Steinbeck, scrittore statunitense († 1968)
- 28 febbraio - Frank Couzens, politico statunitense († 1950)
- 28 febbraio - Basil Embry, generale e aviatore inglese († 1977)
- 28 febbraio - Francis Festing, generale britannico († 1976)
- 28 febbraio - June Mansfield, danzatrice statunitense († 1979)
- 28 febbraio - Vasilij Vasil'evič Vachrušev, politico sovietico († 1947)